# Horný Hričov
Horný Hričov (em húngaro: Felsőricsó) é um município da Eslováquia, situado no distrito de Žilina, na região de Žilina. Tem 5,78 km² de área e sua população em 2018 foi estimada em 793 habitantes.

## Demografia
| Ano:        | 1994 | 2004    | 2014   | 2024    |
| ----------- | ---- | ------- | ------ | ------- |
| Broj ljudi: | 706  | 780     | 803    | 884     |
| Razlika:    |      | +10,48% | +2,94% | +10,08% |

| Ano:               | 2023 | 2024   |
| ------------------ | ---- | ------ |
| Número de pessoas: | 874  | 884    |
| Diferença:         |      | +1,14% |